# ミシガン (原子力潜水艦)
|          |                                                                      |
| 艦歴     |                                                                      |
| 発注     | 1975年2月28日                                                        |
| 起工     | 1977年4月4日                                                         |
| 進水     | 1980年4月26日                                                        |
| 就役     | 1982年9月11日                                                        |
| その後   | 就役中                                                               |
| 母港     | ワシントン州バンゴール                                               |
| 性能諸元 |                                                                      |
| 排水量   | 水上：16,765 トン 水中：18,750 トン                                  |
| 全長     | 170.69 m (560 ft)                                                    |
| 全幅     | 12.8 m (42 ft)                                                       |
| 喫水     | 11.5 m (38 ft)                                                       |
| 最大速   | 20ノット以上 (37+ km/h)                                              |
| 潜行深度 |                                                                      |
| 機関     | S8G 原子炉 1基                                                       |
| 乗員     | 士官13名、兵員140名                                                  |
| 兵装     | 21インチ魚雷発射管4門 Mk-48魚雷 BGM-109 トマホーク巡航ミサイル 154発 |
| モットー | Tuebor                                                               |
|          |                                                                      |

ミシガン(USS Michigan, SSBN-727/SSGN-727)は、アメリカ海軍のオハイオ級原子力潜水艦の2番艦。艦名はミシガン州に因んで命名された。その名を持つ艦としてはサウスカロライナ級戦艦2番艦(BB-27)以来3隻目。

## 艦歴
ミシガンの建造は1975年2月28日にコネチカット州グロトンのジェネラル・ダイナミクス・エレクトリック・ボート社に発注され、1977年4月4日に起工した。1980年4月26日に進水し、1982年9月11日に就役した。1983年3月16日にワシントン州バンゴールに到着し、66回目の戦略抑止哨戒を完了した。
ミシガンは2003年からブレマートンのピュージェット・サウンド海軍造船所でSSBN（原子力弾道ミサイル潜水艦）からSSGN（原子力巡航ミサイル潜水艦）への転換作業を終え、2007年6月12日にバンゴール海軍潜水艦基地から原子力特殊潜水艦としての初めての航海に出た。7月の始めに真珠湾に進出。訓練と実戦パトロールの後、2007年9月にはグアム島に配備される予定。
従来、アメリカ海軍の潜水艦艦長は中佐が配置されていたが、トマホーク巡航ミサイルを最大154発も搭載し、60名以上の特殊作戦隊員を陸上へ送り出し指揮・支援する巡航ミサイル潜水艦の戦略上の重要さが増してきたのに対応して、航空母艦や大型巡洋艦の艦長と同様に大佐（O6、オーシックス）があてられることとなった。乗組員の2つの交代要員、ゴールドとブルーの両チームにそれぞれの大佐が指揮する。2015年から2016年の改造修理で女性曹士に対応できるように居住区を改装することとなり、艦首洗面所を拡張し、艦尾シャワー室と共にトイレを追加、兵員読書室を居住区に改装して、ここにもシャワー室を追加した。
2023年6月16日、大韓民国の釜山海軍作戦基地に入港した。米韓が4月に米戦略兵器の朝鮮半島展開の強化を表明したことに基づく寄港で、15日にも弾道ミサイルを発射するなど核・ミサイル開発を進める北朝鮮を牽制した。

## 登場作品
『G.I.ジェーン』
デミ・ムーア出演の映画。彼女らが乗艦することになる潜水艦が「SSBN 727」である。「Michigan」の文字は司令官の帽子に見られる。
『SOCOM II: U.S. Navy SEALs』
PlayStation 2用ゲーム。「ミシガン」はワシントン州沖合のステーションを制圧し、プレイヤーが船舶の安全確保と核兵器の非活性化に失敗した場合、入港する貨物船を撃沈するよう命じられる。

## 参考資料
1. ↑  「海外艦艇ニュース オハイオ級原潜に初めて女性居住施設が完成」 『世界の艦船』第846集（2016年10月特大号） 海人社 178頁
2. ↑  “米原潜が5年ぶり韓国入港 弾道弾発射の北朝鮮を牽制”. 産経新聞. (2023年6月16日) 2023年6月18日閲覧。
3. ↑  “米海軍の原子力潜水艦「ミシガン」が釜山入港”. 朝鮮日報. (2023年6月16日) 2023年6月18日閲覧。